# Kto mi dał skrzydła
Kto mi dał skrzydła – powieść biograficzna dla młodzieży autorstwa Janiny Porazińskiej opublikowana po raz pierwszy w 1957 roku. Powieść jest fabularyzowaną biografią Jana Kochanowskiego – polskiego poety epoki renesansu.
W powieści autorka odtwarza życie poety od czasów wzrastania w domu rodzinnym, poprzez studia w Krakowie i Padwie, lata służby w charakterze dworzanina, wreszcie okres gospodarowania w rodzinnym Czarnolesie. Autorka, często odwołuje się do historycznych dokumentów z epoki, a także cytuje fragmenty utworów poety, w kontekście opisywanych wydarzeń.